# エリック・ロバーツ (バスケットボール)
エリック・ロバーツ（Eric Roberts、1995年6月7日 - ）は、日本のバスケットボール選手である。ポジションはシューティングガード。身長193cm、体重 98kg。背番号は25。

## 来歴
アメリカ人の父と日本人の母を持つ。国籍は日本である。東京都に生まれ、7歳の時アメリカに移住し、大学卒業までアメリカで生活していた。
2018年9月にリンク栃木ブレックスに入団した。
2019年1月9日　リンク栃木ブレックス契約解除。